# Музей мистецтва давньої української книги
Музей мистецтва давньої української книги — книгознавчий музей і дослідний центр у Львові, самостійний відділ Львівської галереї мистецтв.
Музей працював щодня, крім понеділка, з 11:00 до 17:00.

## Історія
Музей був відкритий за назвою Музей імені Івана Федорова в 1976 році в приміщеннях колишнього Онуфріївського монастиря, у якому було поховано українського друкаря Івана Федоровича. В 1990 році музей був виселений із цього приміщення, у зв'язку з передачею монастиря ордену Василіан, і всі його експонати зберігалися в підвалах Львівської картинної галереї. В 1997 році музей одержав корпус біля палацу Потоцьких.
Серед експонатів рукописні книги й стародруки, українські видання XIX–ХХ ст., книжкова ілюстрація й екслібрис, педагогічна література. З 1978 року музей проводить міжнародну наукову конференцію по історії рукописної й стародрукованої книги — Федорівський семінар у Львові.
Після 2017 року Музей був закритий і фактично розформований. У травні 2021 у його будівлі відкрили Музей модернізму. Подальша доля експозиції Музею книгодрукування на даний час невідома.

## Експозиція

Ск. Анатолій Галян. Скульптурна група «Друкарі».

Експозиція музею складається із чотирьох залів: два перші зали постійної експозиції розповідають про руські книги XV—XVIII ст., тут є рукописи й інкунабули, першодруковані книги, експозиція висвітлює історію друкарень, що існували на території України. Серед експонатів є книги Швайпольта Фіоля й Франциска Скорини, Вузькошрифтове Євангеліє, Апостол, Буквар і Острозька Біблія Івана Федорова, Требник Петра Могили, гравюри майстрів XVII—XVIII століть — Іллі, Діонісія Сенкевича, Никодима Зубрицкого, Євстасія Завадівського й багатьох інших. Виставлена гравюрна карта Галичини й Буковини, робота над створенням якої тривала 20 років (з 1772 до 1792), зразки стародавньої народної гравюри, оклади напрестольних Євангелій.
Третій зал відтворює інтер'єр середньовічної друкарні із друкарськимим верстатом і палітурним пресом XVII століття, які були конфісковані в друкарні Ставропігійського інституту. Ці поліграфічні верстати першої половини XVII століття — єдині збережені в Україні. У збірці музею перебувають також верстати для офортів і літографії.
У виставковому залі музею експонуються книгознавчі й художні виставки.
Перед музеєм (спочатку, в 1971 році — біля церкви святого Онуфрія) встановлений пам'ятник першодрукарям (дипломна робота львівського скульптора Анатолія Галяна, випускника Львівського інституту ужиткового й декоративного мистецтва). Це тематична трифігурна композиція — друкар і підмайстри.
З 2017 по 2019 рік музей очолював Станіслав Волощенко.

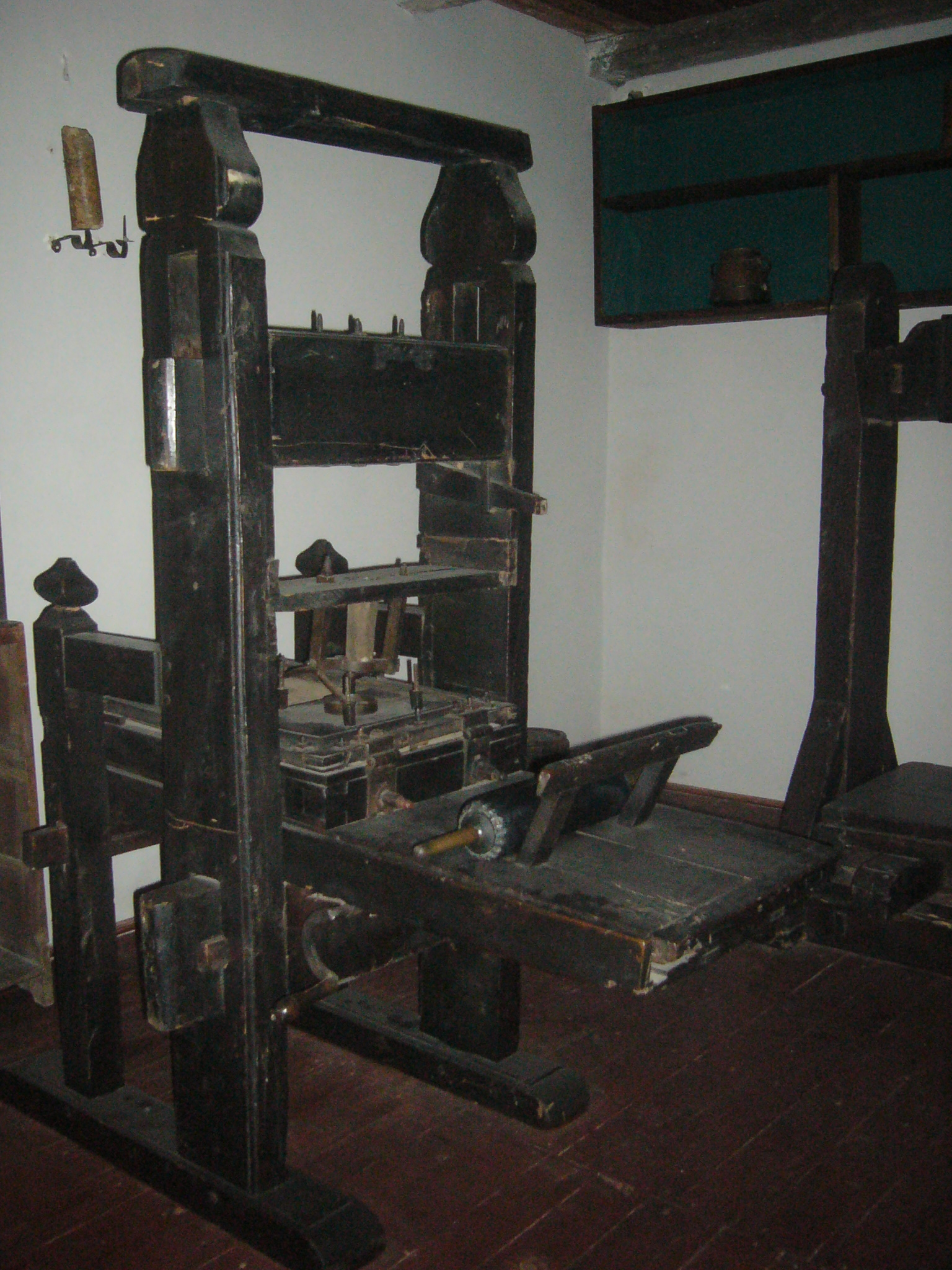
Друкарський верстат
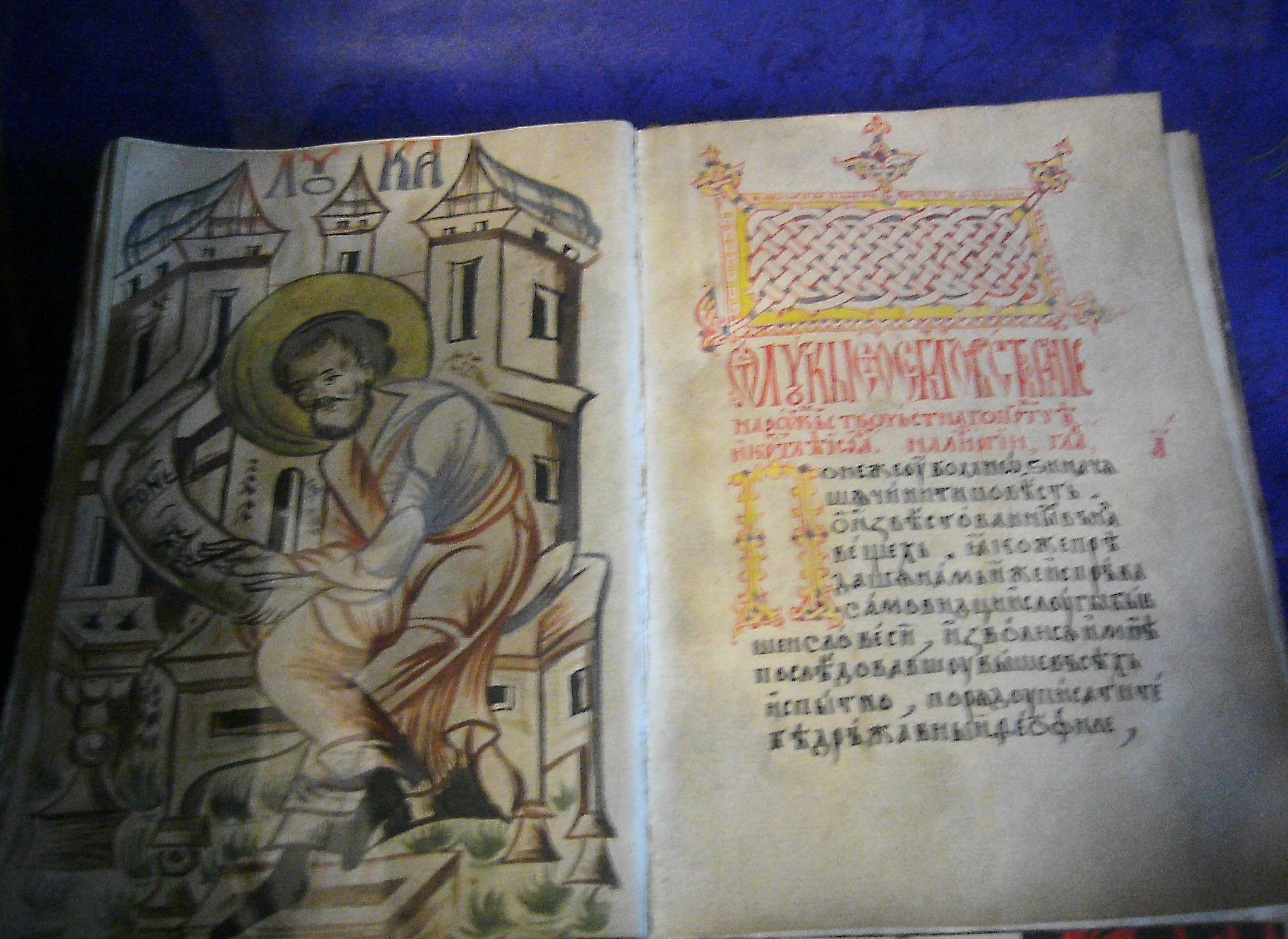
«Апостол» Івана Федорова
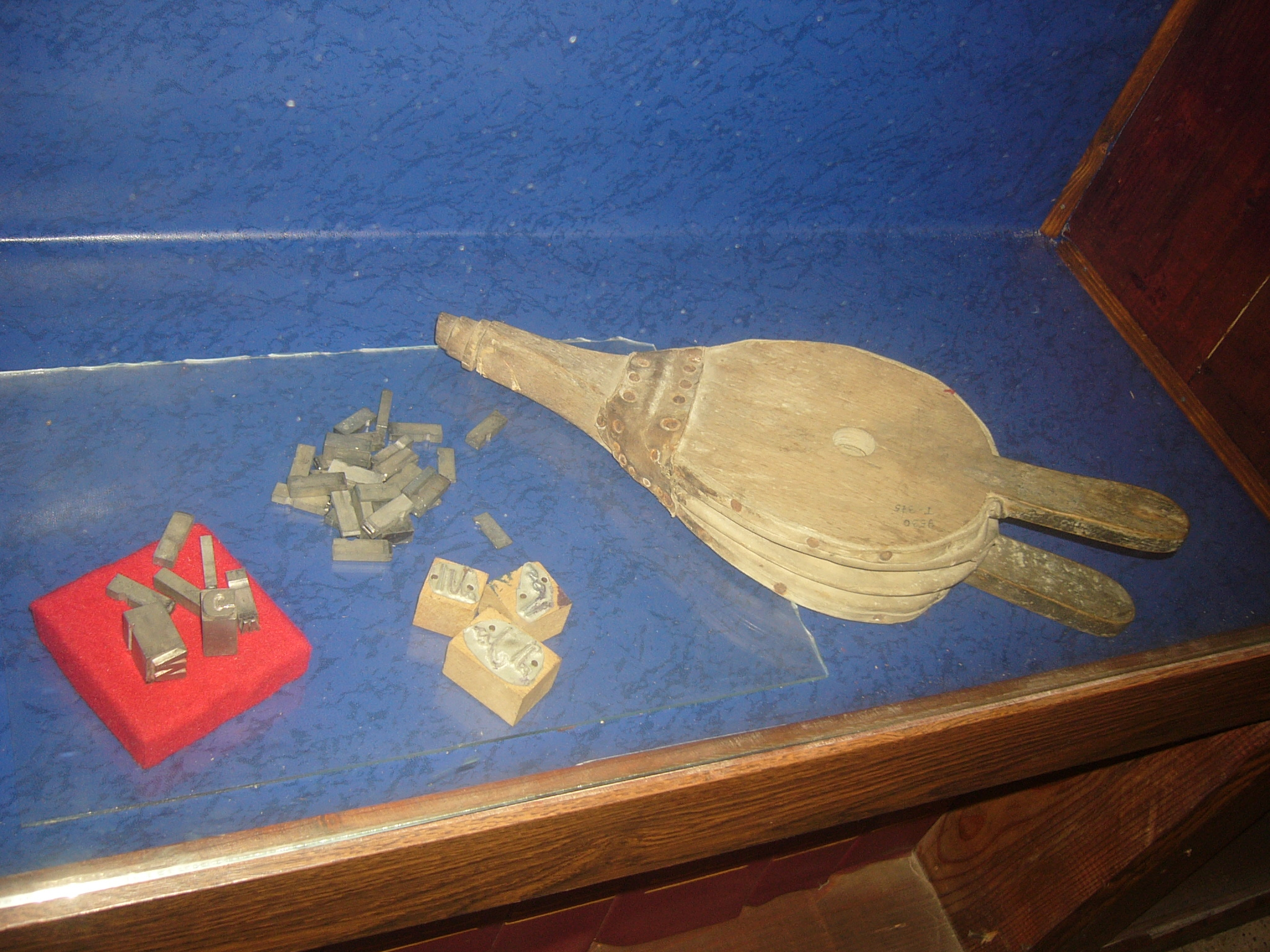
Друкарське знаряддя
Копія надгробної плити Івана Федорова, встановлена біля музею